# 47P/Ashbrook-Jackson
47P/Ashbrook-Jackson, komet Jupiterove obitelji. Nosi ime po dvojici astronoma, Josephu Ashbrooku i Cyrilu V. Jacksonu.